# PRIM1
A DNS-primáz kis alegysége a PRIM1 gén által kódolt enzim.
A DNS-replikációt az eukarióta sejtekben komplex kromoszómareplikációs szerkezet végzi, ahol a DNS-polimeráz α és a primáz két fontos enzimkomponens, és együtt alkotja a DNS-polimeráz α–primáz enzimkomplexet. A primáz – egy kis és egy nagy alegység heterodimerje – kis RNS-primereket szintetizál a nem folytonos DNS-replikáció során létrehozott Okazaki-töredékekhez. A kódolt fehérje a kis, 49 kDa-os primázalegység.

## Funkció
A PRIM1 a DNS-replikáció mellett a kromatinátrendezésben és a sejtciklusszabályzásban is fontos.
A DNS-replikációban a PRIM1 a DNS-polimeráz α–primáz komplex részeként van jelen a POLA1, a POLA2 és a PRIM2 mellett.

## Szabályzás
A Mn2+ stimulálja a PRIM1-hez való nukleotidkötést, míg a Mg2+ és a Mn2+ stabilizálja a PRIM1-et. A Zn2+ nem stabilizálja. Poli(dC)-templáton a PRIM1 K+-rezisztens, míg poli(dT)-n a rekombináns PRIM1 K+-érzékeny, míg a rekombináns PRIM1–PRIM2 vagy a borjú-csecsemőmirigyből nyert PRIM1 kevésbé érzékeny.

## Klinikai jelentőség
A PRIM1 elégtelensége primordiális törpeséget okoz.
Az onkogén transzkripciós faktorok gyakran aktiválódnak akut leukémia esetén, a normál génexpressziót megbolygatva preleukémiás őssejteket létrehozva. Ebben a sejtciklus előrehaladását befolyásoló LMO2-vel való fehérje-fehérje kölcsönhatása játszik fontos szerepet.

## Kölcsönhatások
A PRIM1 kölcsönhat a POLA1-gyel, a POLA2-vel és a PRIM2-vel a DNS-polimeráz α–primáz komplexben. Ezenkívül önállóan kölcsönhat az LMO2-vel.

## Fordítás
Ez a szócikk részben vagy egészben  a   PRIM1 című angol Wikipédia-szócikk ezen változatának fordításán alapul.  Az eredeti cikk szerkesztőit annak laptörténete sorolja fel. Ez a jelzés csupán a megfogalmazás eredetét és a szerzői jogokat jelzi, nem szolgál a cikkben szereplő információk forrásmegjelöléseként.